# Paul Friedl

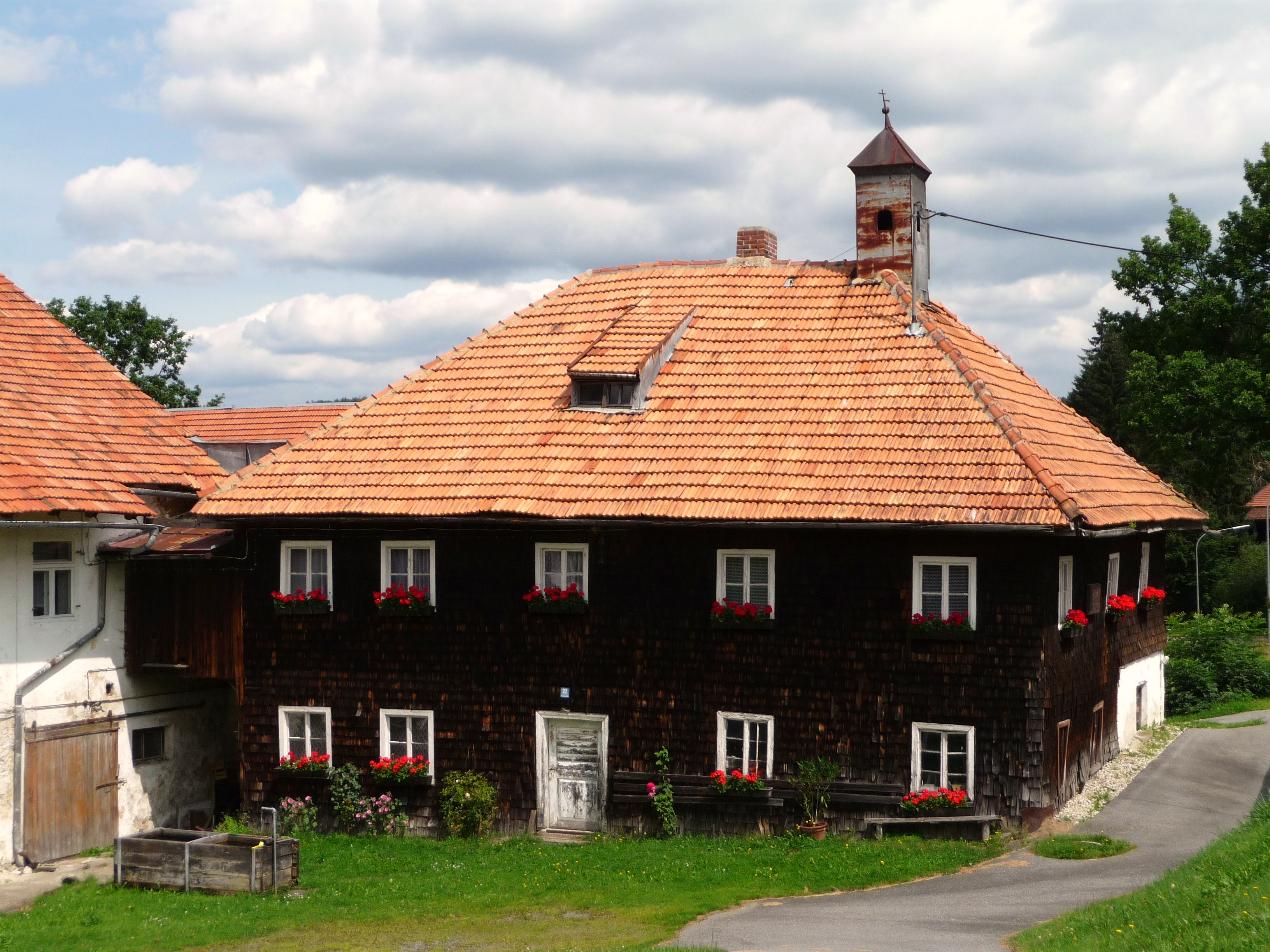
Paul Friedls Geburtshaus in Pronfelden bei Spiegelau

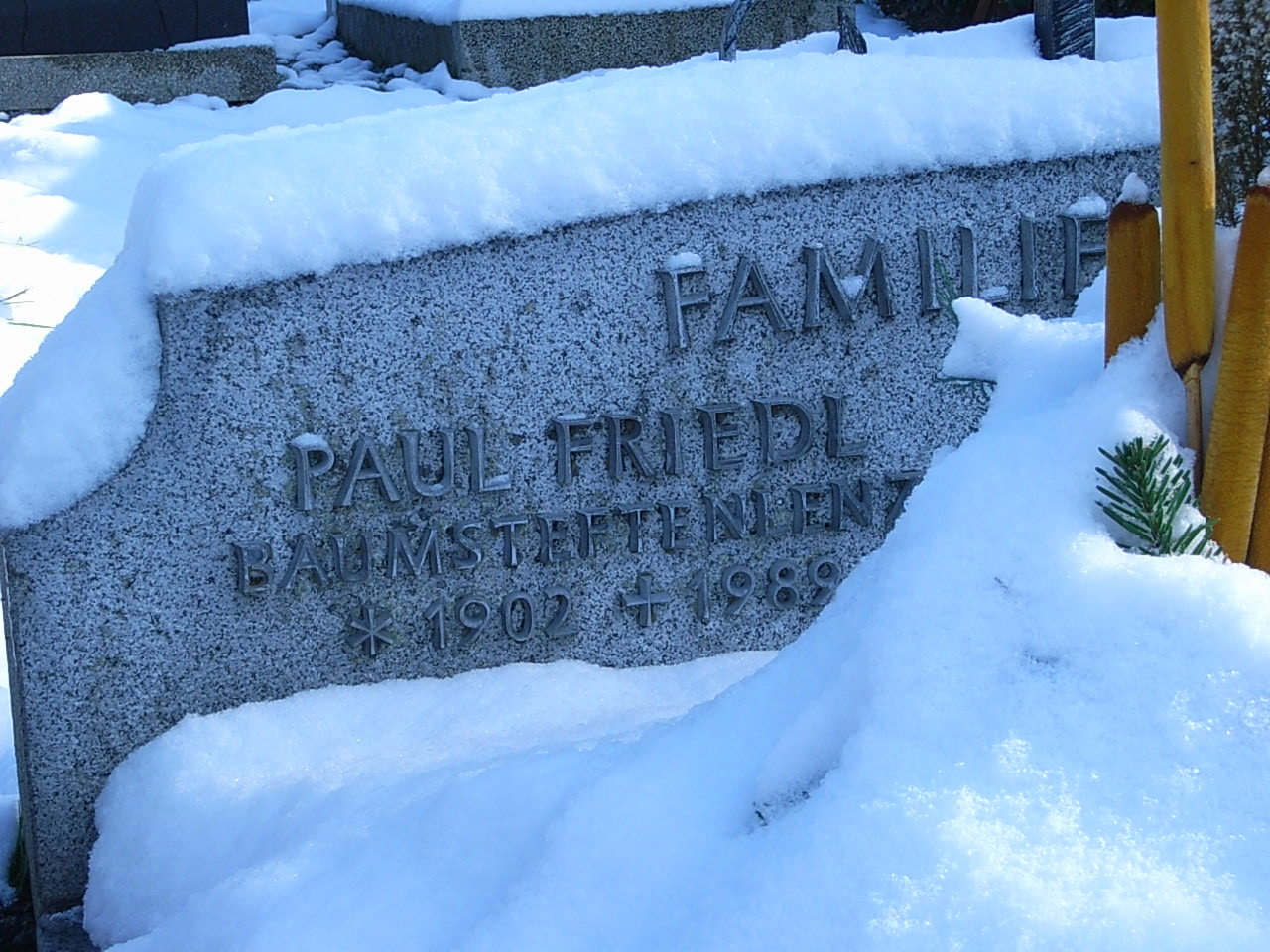
Paul Friedls Grab auf dem Zwieseler Friedhof

Paul Friedl, genannt „Baumsteftenlenz“, (* 22. Mai 1902 in Pronfelden bei Spiegelau; † 21. Januar 1989 in Zwiesel) war ein deutscher Schriftsteller und Heimatforscher.

## Leben
Als das siebte von zwölf Kindern zog Paul Friedl mit seinen Eltern und Geschwistern 1905 nach Zwiesel. Er besuchte die dortige Fachschule für Holzschnitzerei und studierte kurzzeitig an der Akademie der bildenden Künste in München. Er war künstlerisch sehr begabt, musste jedoch wegen seiner Sehschwäche seine Tätigkeit als bildender Künstler aufgeben. 
Bereits als Siebzehnjähriger trat er als Volkssänger auf und verfasste Erzählungen für bayerische Tageszeitungen. 1927 wirkte er mit seinen Geschwistern beim Rundfunk an der Deutschen Stunde in Bayern mit. Später war er langjähriger Mitarbeiter beim Rundfunk und trat wiederholt im Fernsehen auf. Als Zeitungsredakteur betätigte er sich zunächst in Cham und ab 1945 in Zwiesel.
Es war das erklärte Ziel des „Baumsteftenlenz“, wie er allgemein nach dem Namen seines Geburtshauses genannt wurde, das Volksgut des Bayerischen Waldes zu bewahren und in der Welt bekannt zu machen. Unentwegt sammelte er einheimische Gesangs- und Musikstücke, was schließlich zur Gründung des Volksliedarchives in Zwiesel führte. Auf seine Initiative hin wurde 1939 erstmals der Volkstums-Wanderpreis Zwieseler Fink vergeben, während Friedl selbst in ganz Deutschland als Musiker und Sänger auftrat.
Vor allem aber machte Friedl immer mehr als Schriftsteller auf sich aufmerksam. Sein Werk umfasst 32 Heimatromane, 23 größere volkskundliche Werke, zwölf Theaterstücke und Weihnachtsspiele, zwei Messen und zahlreiche kleinere volkskundliche Aufsätze. Nach und nach gewann er allgemeine öffentliche Anerkennung. Der Roman Veit Ameis brachte ihm die erste öffentliche Auszeichnung mit dem Preis der Deutschen Schillerstiftung. Es folgten der Poetentaler der Münchner Turmschreiber, die Silbermedaille der Bayerischen Akademie der Wissenschaften, der Bayerische Verdienstorden, das Bundesverdienstkreuz I. Klasse und die Ehrenbürgerschaft von Zwiesel.
Am 22. Oktober 2011 wurde die Hauptschule Riedlhütte in Paul-Friedl-Mittelschule umbenannt.
Im Waldmuseum Zwiesel wird er als Heimatforscher und Volkssänger gewürdigt.

## Paul Friedl-Haus
Das zuletzt in Spiegelau-Pronfelden verfallende Geburtshaus Paul Friedls wurde 2019 vom Freilichtmuseum Finsterau dokumentiert und abgetragen. Es sollte dort zu einem Begegnungshaus ausgebaut werden, das sich der Pflege der historischen und aktuellen Literatur des Kulturraums Böhmerwald–Bayerischer Waldes widmet. Der Wiederaufbau im Museum begann 2022.

## Werke (Auswahl)
- Der Schmuser, 1952
- Wendl, der Waldhirte, 1952
- Das Kreuz am Acker, 1955
- Die Füchsin von Huschitz, 1955
- Mühlhiasl, der Waldprophet, 1958
- Der singende Baum, 1958
- Birnbaum, 1962
- Der große Sturm, 1962
- Versöhnung auf dem Hartlhof, 1962
- Daheim scheint die Sonne anders, 1963
- Wer Lügen sät, 1964
- Das glückliche Ende der Welt, 1965
- Der Teufel im Glas, 1966
- Finsing, 1967
- Veit Ameis, 1967
- Schwarze Kirschen, 1967
- Wilder Wald, 1969
- Die Bahnwärterleut, 1970
- Das Geheimnis der schönen Magd, 1970
- Der Bräu von Hohenwarth, 1973
- 461 Haus- und Sympathiemittel. Vom Überlugen, Ansprechen, Gesundbeten und Anwünschen, 1976
- Der Weber vom Gollnerberg, 1981
- Der Hof am Strom, 1981
- Und wieder blühte der Wald, 1985
- Der Pfarrer von Liebfrauenberg, 1985
- Der Blinde von der Hammermühl, 1988